# رونالد مايرز
رونالد مايرز (بالإنجليزية: Ronald Myers)‏ هو ملحن أمريكي، ولد في 29 فبراير 1956.